# Johannes Geppert
Johannes Justus Geppert (* 1820 in Stettin; † 16. April 1890 in Berlin) war ein deutscher Jurist und Parlamentarier.

## Leben
Johannes Geppert studierte an der Friedrichs-Universität Halle Rechtswissenschaft. 1842 wurde er Mitglied des Corps Borussia Halle. Er ließ sich als Rechtsanwalt in Berlin nieder. Später wurde er noch Notar. Von 1849 bis 1852 saß Geppert für den Wahlkreis Berlin 2 im Preußischen Abgeordnetenhaus. Er gehörte zur Fraktion der Rechten. 1850–1852 war er Erster Präsident des Parlaments.
Er war verheiratet mit Anna Clara Auguste geb. Geppert. Sein Sohn war der Landgerichtsrat Walther Johannes Geppert (1867–1924).

## Auszeichnungen
- 1864: Ernennung zum Justizrat
- Ernennung zum Geheimen Justizrat
- 1874: Russischer Orden der Heiligen Anna 3. Klasse[3]
- 1879: Roter Adlerorden 4. Klasse[4]